# KEIRINグランプリ2015
KEIRINグランプリ2015（けいりんぐらんぷり・にせんじゅうご）は、2015年12月30日に京王閣競輪場で行われた、KEIRINグランプリの31回目の開催。優勝賞金1億160万円。

## 出場選手
- 当年11月23日に行われた、第57回朝日新聞社杯競輪祭決勝戦終了後、出場選手が決定された[2]。
- 取得賞金順位は当年11月23日時点による。
- 車番については、当年12月17日にグランドプリンスホテル新高輪で行われた、KEIRINグランプリ2015共同記者会見における公開抽選により決定した[3][4]。
- KEIRINグランプリ初出場は、園田匠と稲垣裕之の2名。

| 車番   | 選手名     | 登録地 | 出場要件事項                                                                       |
| ------ | ---------- | ------ | ---------------------------------------------------------------------------------- |
| 1      | 園田匠     | 福岡   | 第24回寬仁親王牌・世界選手権記念トーナメント（弥彦競輪場）優勝                     |
| 2      | 新田祐大   | 福島   | 第68回日本選手権競輪（京王閣競輪場）・第58回オールスター競輪（松戸競輪場）優勝     |
| 3      | 神山雄一郎 | 栃木   | 取得賞金額 第5位                                                                   |
| 4      | 稲垣裕之   | 京都   | 取得賞金額 第6位                                                                   |
| 5      | 武田豊樹   | 茨城   | 第66回高松宮記念杯競輪（岸和田競輪場）・第57回朝日新聞社杯競輪祭（小倉競輪場）優勝 |
| 6      | 浅井康太   | 三重   | 取得賞金額 第4位                                                                   |
| 7      | 山崎芳仁   | 福島   | 第30回読売新聞社杯全日本選抜競輪（静岡競輪場） 優勝                                |
| 8      | 平原康多   | 埼玉   | 取得賞金額 第3位                                                                   |
| 9      | 村上義弘   | 京都   | 取得賞金額 第8位                                                                   |
| 誘導員 | 柴田洋輔   | 東京   | [ 5 ]                                                                              |

- 補欠選手は金子貴志（愛知）。

## 成績
- 12月30日（水）[6]

| 着順 | 車番 | 選手       | 登録地 | 着差    | 決まり手 | 上がり(秒) | H/B | 特記 |
| ---- | ---- | ---------- | ------ | ------- | -------- | ---------- | --- | ---- |
| 1    | 6    | 浅井康太   | 三重   |         | 差し     | 11.4       |     |      |
| 2    | 2    | 新田祐大   | 福島   | 1/2車身 | 捲くり   | 11.2       |     |      |
| 3    | 8    | 平原康多   | 埼玉   | 1/2車身 |          | 11.6       |     |      |
| 4    | 1    | 園田匠     | 福岡   | 3車身   |          | 11.6       |     |      |
| 5    | 9    | 村上義弘   | 京都   | 3/4車身 |          | 12.0       | B   |      |
| 6    | 7    | 山崎芳仁   | 福島   | 3/4車身 |          | 11.6       |     |      |
| 7    | 3    | 神山雄一郎 | 栃木   | 1/2車身 |          | 11.9       |     |      |
| 8    | 5    | 武田豊樹   | 茨城   | 1/2車身 |          | 12.2       |     |      |
| 9    | 4    | 稲垣裕之   | 京都   | 大差    |          | 15.0       | H   |      |

### 配当金額
| 枠番二連勝 | 複式   | 2=5   | 670円   |
| 枠番二連勝 | 単式   | 5-2   | 1,760円 |
| 車番二連勝 | 複式   | 2=6   | 1,180円 |
| 車番二連勝 | 単式   | 6-2   | 2,920円 |
| 三連勝     | 複式   | 2=6=8 | 970円   |
| 三連勝     | 単式   | 6-2-8 | 7,720円 |
| ワイド     | ワイド | 2=6   | 420円   |
| ワイド     | ワイド | 6=8   | 340円   |
| ワイド     | ワイド | 2=8   | 240円   |

### レース概要
武田が厳しいと判断した平原が外を踏み上げ、3コーナーで先頭に立つ。バック前に浅井がインコースから神山を飛ばして、平原を追う形になる。最終直線でそこから抜け出した浅井が、5度目の挑戦でグランプリ初制覇を果たした。バック8番手から大外をまくり上げた新田が2着に入り、直線で末を欠いた平原は3着となった。

## エピソード
- 地上波中継は「KEIRINグランプリ2015 坂上忍の勝たせてあげたいTV」《日本テレビ系列全国ネット》[8]。解説は滝澤正光、実況は筒井大輔が担当。またれ一部放送局[注 1][注 2]では、CS放送の同時ネットを行った。

- 表彰式プレゼンターは、本年度の競輪イメージガール・柳ゆり菜と共に、アントニオ猪木参院議員が務めた[9][10]。

- GP単体の売上は、52億4240万8100円[11][12]。

- シリーズ全体の目標額は125億円だったが、シリーズ三日間の総売上は121億4480万0200円で前年比96.6％だった[13][14]。

### 競走データ
- 三連複は1番人気で決まり、三連単は2002年以来13年ぶりの4桁配当となった[6]。